# Осенцини
Осенцини (пол. Osięciny, нім. Ossenholz) — село в Польщі, у гміні Осенцини Радзейовського повіту Куявсько-Поморського воєводства.
Населення — 2925 осіб (2011).
У 1975-1998 роках село належало до Влоцлавського воєводства.

## Демографія
Демографічна структура станом на 31 березня 2011 року:
|          | Загалом | Допрацездатний вік | Працездатний вік | Постпрацездатний вік |
| -------- | ------- | ------------------ | ---------------- | -------------------- |
| Чоловіки | 1422    | 274                | 1006             | 142                  |
| Жінки    | 1503    | 239                | 926              | 338                  |
| Разом    | 2925    | 513                | 1932             | 480                  |